# 메시에 2
M2(NGC 7089)는 물병자리에 있는 구상 성단이다. 지구로부터 약 11.5 킬로파섹 떨어져 있으며, 물병자리 베타에서 북쪽으로 5도 떨어져 있고, 약 15만 개의 항성으로 이루어져 있다. 나이는 약 130억년이다. 맨눈으로 보기는 쉽지 않지만, 쌍안경이나 작은 망원경으로는 그 존재를 확인할 수 있다. 또한 알려진 구상 성단 중 가장 큰 무리에 속한다.

## 발견
1746년 Jean-Dominique Maraldi가 처음 관측하였으며, 1760년 샤를 메시에가 재발견하였지만, 항성을 포함하지 않은 성운이라고 생각하였다. 1794년 윌리엄 허셜은 관측을 통해 처음으로 이 성단이 별의 무리로 이루어졌음을 확인했다.

## 관측
이 성단은 관측 조건이 매우 좋아야 맨눈으로 겨우 볼 수 있고, 쌍안경이나 작은 망원경으로 그 존재를 확인할 수 있다. 하지만 별들이 모인 성단으로는 보이지 않기 때문에 샤를 메시에도 헷갈려한 것이다. 대형 망원경을 통해 각각의 항성의 겉보기 등급을 측정한다면 가장 밝은 것이 +13.1 등급 정도이다.

## 특징
이 성단은 지구에서 약 37,500 광년 떨어져 있고, 지름 약 175광년으로 구상 성단 중에서 매우 큰 편이다. 또한, 이 성단은 생성된 지 약 130억 년 되어, 우리 은하계와 관련된 구상 성단 중 가장 오래된 무리에 속한다. M2는 약 150,000개의 항성을 포함하며, 그중 21개의 변광성이 발견되었다. 이 성단에서 가장 밝은 항성은 적색 거성과 황색 거성들이다. M2의 전체 스펙트럼 형은 F4형이다.

## 같이 보기
- 메시에 천체